# La Coupe d'or (film, 2000)
Pour les articles homonymes, voir La Coupe d'or.
Pour plus de détails, voir Fiche technique et Distribution.
La Coupe d'or est un film américano-britannique réalisé par James Ivory, sorti en 2000. Il s'agit d'une adaptation du roman La Coupe d'or de Henry James.

## Synopsis
Le Prince Amerigo, un noble italien ruiné mais charismatique, vit à Londres depuis qu'il a épousé Maggie Verver. Maggie est l'unique fille d'Adam, un richissime homme d'affaires américain et collectionneur d'art. Maggie et son père ne savent pas qu'Amerigo a été l'amant de Charlotte,  la meilleure amie de Maggie. 
Juste avant son mariage, Maggie envoie Amerigo chercher Charlotte, ils se mettent en quête d'un cadeau pour Maggie. Ils entrent finalement dans une curieuse boutique, où l'antiquaire leur présente une magnifique coupe d'or antique.
Amerigo pense que la coupe est fêlée et dissuade Charlotte de l'acheter. 
Tout le film raconte ensuite les relations ambiguës entre les quatre personnes, Maggie a une relation très particulière avec son père estimant qu'elle l'a abandonné en se mariant. Elle pousse donc son père à se remarier, ce qu'il fait avec Charlotte.

## Fiche technique
- Titre : La Coupe d'or
- Titre original : The Golden Bowl
- Réalisation : James Ivory
- Scénario : Ruth Prawer Jhabvala adapté du roman La Coupe d'or de Henry James
- Musique : Richard Robbins
- Production : Ismail Merchant pour Merchant Ivory Productions
- Directeur de la photographie : Tony Pierce-Roberts
- Pays de production :  États-Unis,  France,  Royaume-Uni
- Genre : drame
- Durée : 126 minutes
- Date de sortie :
  - France : 14 mai 2000 (Festival de Cannes) ; 13 septembre 2000 (sortie nationale)
  - Royaume-Uni : 3 novembre 2000
  - États-Unis : 11 janvier 2001 (Festival international du film de Palm Springs)

## Distribution
- Kate Beckinsale (VF : Nathalie Spitzer) : Maggie Verver
- Jeremy Northam (VF : Pascal Germain) : le prince Amerigo
- Uma Thurman (VF : Marie-Laure Dougnac) : Charlotte Stant
- Nick Nolte (VF : Philippe Catoire) : Adam Verver
- James Fox (VF : Max André) : le colonel Bob Assingham
- Anjelica Huston (VF : Michèle André) : Fanny Assingham
- Madeleine Potter : Lady Castledean
- Francesco Giuffrida : le jeune fils du duc
- Peter Eyre (VF : Jean Berger) : A.R. Jarvis
- Robin Hart (VF : Bernard Alane) : M. Blint

## Vidéographie
- La Coupe d'Or - DVD Zone 2 édité par TF1 Vidéo le 9 décembre 2001[1]